# 大井道夫
大井 道夫（おおい　みちお、1941年9月30日 - ）は、日本の元アマチュア野球選手（投手）、高校野球指導者で、元日本文理高等学校（新潟）野球部監督。

## 経歴
栃木県出身。栃木県立宇都宮工業高等学校、早稲田大学第二商学部卒。
宇都宮工の左腕エースとして活躍。2年生時の1958年夏の甲子園県予選決勝に進むが、作新学院に敗退。翌1959年夏は北関東大会決勝で前橋高に延長15回サヨナラ勝ち、夏の甲子園出場を決める。大会では順調に勝ち進み、準決勝は東北高の嶺岸征男（後に大毎）、波山次郎（後に大洋）との投手戦となるが、延長10回2-1でサヨナラ勝ち。決勝では西条高のエース金子哲夫（後に阪神）と投げ合い、延長15回の末2-8で敗れ準優勝にとどまった。8月末からは全日本高校選抜の一員としてアメリカ西海岸・ハワイ遠征に参加した。
卒業後は早大に進学。東京六大学野球リーグでは1年生の1960年春季リーグから、西条高の主将であった村上唯三郎（後に三協精機）とともにベンチ入り、外野手に転向して活躍する。同年秋季リーグの早慶六連戦では2試合に代打として起用された。大学卒業後は社会人野球の丸井に入部。丸井時代の同僚に大杉勝男がいた。しかし、入社半年でチームが解散したために丸井を退職、その後、家業の割烹料理店を継いだ。だが野球への情熱は続き、母校宇都宮工のコーチなどを経て1986年9月に新潟の日本文理高（当時は新潟文理高等学校）の監督に就任。無名だった同校を県内屈指の強豪に育て上げ、1997年夏に初めての全国大会への出場を勝ち取る。その後も2002年夏、2004年夏の全国大会に出場。
2006年春の選抜大会に出場し、初戦での高崎商（群馬）相手の勝利が同校の全国大会初勝利となるとともに、春の選抜で47都道府県中唯一未勝利だった新潟県勢の春の選抜大会初勝利でもあった。続く2回戦も北大津高（滋賀）に勝利して準々決勝まで勝ち上がった。
夏の全国大会の初勝利は2009年夏。安定感のある投手、伊藤直輝と全試合2桁安打の打線を武器に、一気に決勝まで進出する（新潟県勢としては春夏通じて初）。堂林翔太、磯村嘉孝擁する中京大中京（愛知）に惜しくも9-10と敗れたが、6点差の9回2死無走者から1点差にまで詰め寄り、第91回夏の甲子園決勝戦を盛り上げた。
主な教え子には吉田篤史、本間忠、横山龍之介、髙橋洸、飯塚悟史などがいる。
宇都宮工時代にバッテリーを組んだ猪瀬成男は、宇都宮工監督時代に全国大会でも采配を振っており、過去に上三川町長を務めている。
2017年2月3日に同年夏の大会をもって勇退することが明らかとなった。同年第99回全国高等学校野球選手権新潟大会に優勝、3年ぶり9回目の甲子園出場を決めたが、2回戦で仙台育英に0-1で惜敗し、これが甲子園での最後の采配となった。また、同年秋に行われた愛媛国体では準々決勝で津田学園に敗れ、監督としてはこの試合が最後の采配となった。勇退後は同校の総監督に就任した。

## 甲子園戦績
- 1997年夏　●6-19智弁和歌山
- 2002年夏　●1-8海星（長崎）
- 2004年夏　●1-2京都外大西
- 2006年春　○4-3高崎商　○6-3北大津　●0-4清峰　（ベスト8）
- 2006年夏　●1-2香川西
- 2007年春　●0-7大阪桐蔭
- 2009年春　●0-4清峰
- 2009年夏　○4-3寒川（香川）　○12-5日本航空石川　○11-3立正大淞南　○2-1県岐阜商　●9-10中京大中京　（準優勝）
- 2011年春　○8-1香川西　●2-4九州国際大付
- 2011年夏　●3-14日大三
- 2013年夏　●2-10大阪桐蔭
- 2014年春　●3-4x豊川
- 2014年夏　○5-2大分　○3-2東邦　○6x-5富山商　○5-1聖光学院　●0-5三重　（ベスト4）
- 2017年夏 ○9-5鳴門渦潮 ●0-1仙台育英

春：出場5回3勝5敗（8強1回）　夏：出場9回9勝9敗（準優勝1回、4強1回）